# Ernest Alfred Vizetelly
Ernest Alfred Vizetelly, né le 23 novembre 1853 et mort le 26 mars 1922, est un auteur et journaliste anglais. Il est surtout connu comme correspondant de guerre. Il travaillait notamment pour The Illustrated London News.

## Biographie
Ernest Vizetelly est le fils de l'éditeur Henry Richard Vizetelly, de son premier mariage avec Ellen Elizabeth Pollard.
Il était en France  avec son père durant la guerre franco-allemande de 1870 et fut fait chevalier de la Légion d'honneur pour sa conduite ;  il tira de ces expériences  un récit paru  en 1914 sous le titre My days of adventure; the fall of France, 1870-71 qui contient une introduction auto-biographique. Il fut reçu par Napoléon III. Les Vizetelly père et fils avaient embauché un dessinateur français, Georges Montbard, pour illustrer leurs récits.
Ernest Vizetelly réédita aussi, avec des modifications, des traductions que son père avait faites d'œuvres d'Émile Zola. Il consacra également deux ouvrages à Zola.

## Œuvres
- (en) Ernest Alfred Vizetelly, My days of adventure; the fall of France, 1870-71, Londres, Chatto & Windus, 1914 (lire en ligne).
- Dorothy E. Speirs (éd.) et Yannick Portebois (éd.), Mon cher maître : lettres d’Ernest Vizetelly à Émile Zola, 1891-1902, Les Presses de l’Université de Montréal, 2002, 401 p. (ISBN 2-7606-1834-X, lire en ligne)